# Susanna Cornelia Henriette de Vries

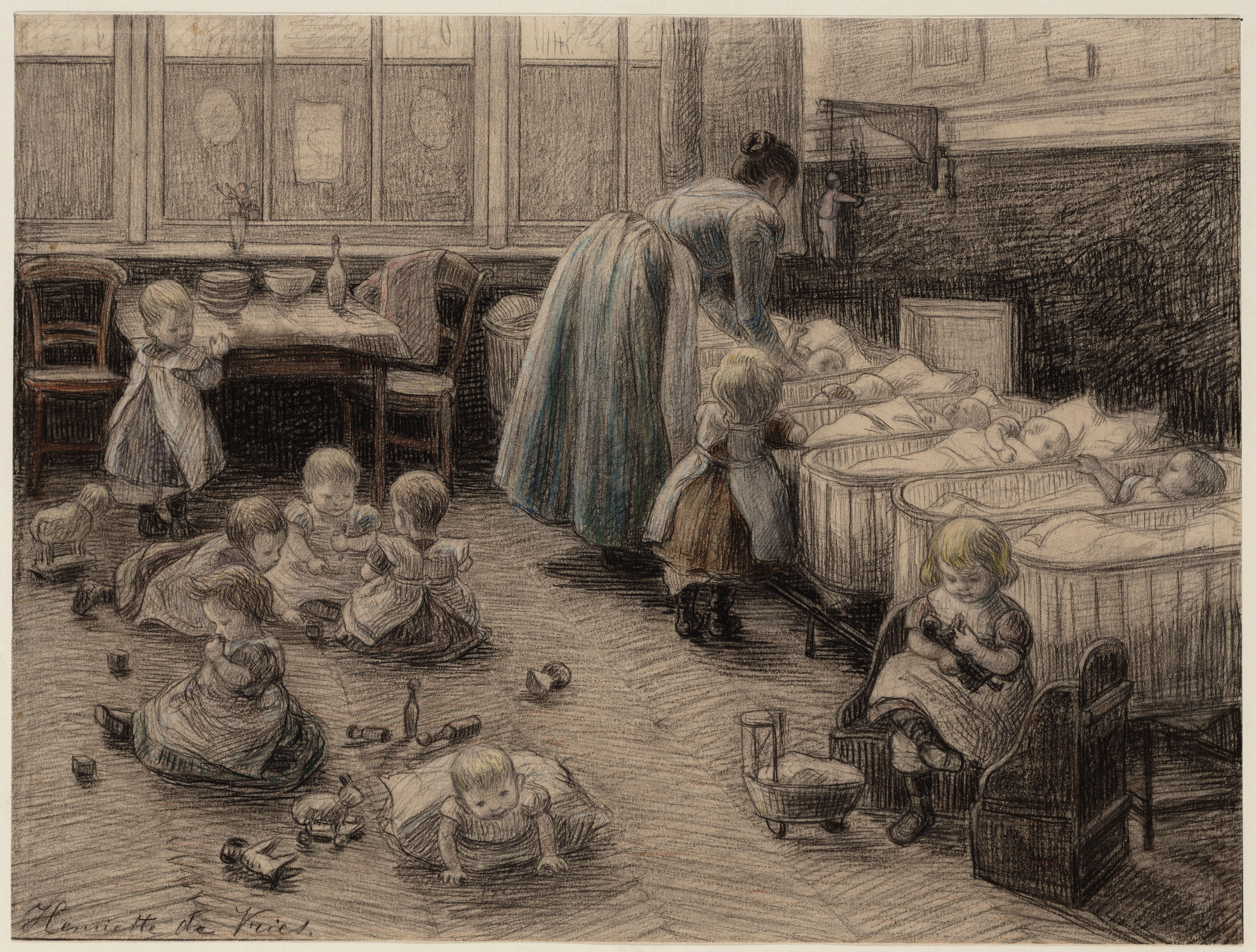
Kinderbewaarplaats 'Femina Muller' getekend door De Vries.

Susanna Cornelia Henriette de Vries (Amsterdam, 29 mei 1867 – Amsterdam, 25 januari 1942) was een Nederlands aquarellist, tekenaar, schilder, illustrator, ontwerper, lithograaf, graficus en tekenleraar. Ze stond bekend als Henriette of Jetty de Vries, niet te verwarren met Henriette Estella de Vries. 

## Opleiding en carrière
De Vries volgde van 1883 tot 1886 een opleiding aan de Rijksnormaalschool voor Teekenonderwijzers en vervolgens tot 1890 een opleiding aan de Rijksakademie van beeldende kunsten, waar ze les kreeg van August Allebé. Via hem leerde ze ook Wally Moes kennen, die haar advies gaf bij haar werken. In 1891 werd De Vries lid bij de kunstenaarsvereniging Arti et Amicitiae en in 1906 bij de Vereeniging Sint Lucas. Ze is ook korte tijd werkzaam geweest in Bussum. 
Tijdens haar carrière is werk van De Vries op diverse tentoonstellingen te zien geweest, zoals op de Biënnale van Venetië en in het Stedelijk Museum Amsterdam.
Haar werk bestond voornamelijk uit portretten en schilderijen en tekeningen van voorstellingen zoals spelende kinderen op straat of huizen in Amsterdam. 
Haar archief is te vinden bij het Rijksbureau voor Kunsthistorische Documentatie.